# 41 Andromedae
41 Andromedae (d Andromedae) é uma estrela na direção da Andromeda. Possui uma ascensão reta de 01h 08m 00.72s e uma declinação de +43° 56′ 32.1″. Sua magnitude aparente é igual a 5.04. Considerando sua distância de 196 anos-luz em relação à Terra, sua magnitude absoluta é igual a 1.14. Pertence à classe espectral A3m.